# El Mundo
«Эль Му́ндо» (El Mundo — рус. «Мир», полное название El Mundo del Siglo XXI, рус. «Мир XXI века») — ежедневная газета на испанском языке, одна из самых читаемых и авторитетных газет Испании. Разовый тираж газеты составляет 330 000 экземпляров, и по этому показателю она занимает второе место в Испании после El Pais.
Первый выпуск El Mundo вышел в свет 23 октября 1989 года. Газета была основана Альфонсо де Саласом, Педро Рамиресом (который до конца января 2014 года оставался её издателем и главным редактором), Бальбино Фрагой и Хуаном Гонсалесом.
Издание поддерживает либеральную и правоцентристскую редакторскую политику. Подвергает критике Социалистическую партию Испании, региональных националистов. Тем не менее, демонстрирует дистанцию относительно чисто консервативных принципов. В частности, El Mundo критиковала премьер-министра Аснара за поддержку войны в Ираке.
Главный офис El Mundo расположен в Мадриде, газета также имеет новостные агентства в других городах. Региональные издания печатаются в таких провинциях Испании, как Андалусия, Валенсия, Кастилия и Леон, Балеарские острова, Страна Басков и др.
El Mundo принадлежит итальянской издательской компании RCS MediaGroup, через её испанскую дочернюю компанию Unidad Editorial S.L.

### Высылка корреспондента из России
19 марта 2024 года российские власти не продлили визу корреспонденту El Mundo Ксавье Коласу и предписали ему уехать в течение суток. Журналист покинул Россию на следующий день. Ранее к нему домой в Москве приходила полиция и предупреждала, чтобы он прекратил писать об протестах жён мобилизованных. Газета называла их акции «одним из немногих видимых признаков недовольства войной». В феврале Колас опубликовал свою первую книгу «Путинистан», в которой он описал свой 12-летний опыт жизни в России.